# Еміль Бернар
Еміль Берна́р (фр. Émile Bernard, 28 квітня 1868, Лілль — 16 квітня 1941, Париж) — французький художник-неоімпресіоніст, один з теоретиків символізма в мистецтві. Його вважають також найвідомішим постімпресіоністом.

## Навчання
Еміль був сином торгівця тканинами. Стосунки з батькам ніколи не були гармонічними. Його сестра хворіла, тому сину не приділяли багато уваги. У 1878 р. сім'я переїхала у Париж. Спочатку хлопець вчився у Школі декоративних мистецтв. У дванадцять років виконав копію картини Франса Галса «Циганка». З 1884 р. проти волі батька вчить живопис у майстерні-студії Фернана Кормона у Парижі. Тут він експериментував з імпресіонізмом та пуантилізмом. Вже у перший рік навчання Еміль експериментує з кольорами, чим став у пряму опозицію академічному навчанню.
У майстерні Еміль відразу подружився з Анрі де Тулуз-Лотреком, Луї Анкетеном. Вони повели хлопця у Лувр, аби показати полотна Веласкеса, малюнки Мікеланджело, вони познайомили його з роботами імпресіоністів у галереї Дюран-Рюеля.
Бернар був імпульсивною і живою людиною, він негайно приєднався до новаторів. Він дуже швидко завоював авторитет серед друзів. Начитаний, товариський, він з легкістю розбирався в різних теоріях, розвивав їх. Його думки були безапеляційні, і він підкріплював їх тисячами аргументів. Шлях із Аньєра, де він жив, у Париж Бернар проходив пішки і тим не менш завжди приходив до майстерні першим. Він був релігійним, навіть схильним до містики, ненавидів атмосферу майстерні Кормона; грубі й вульгарні розмови, які велися там, різали йому вухо. Він відверто критикував Кормона за методи викладання. Бернар навіть закликав всіх учнів до заколоту.
У 1886 р. Бернар був виключений з майстерні. Він подорожує по Нормандії, робить скульптури, гравюри на дереві, проектує меблі та гобелени. З цього моменту вивчає творчість Сезанна та цікавиться пуантилізмом.

## Творець нових теорій у мистецтві

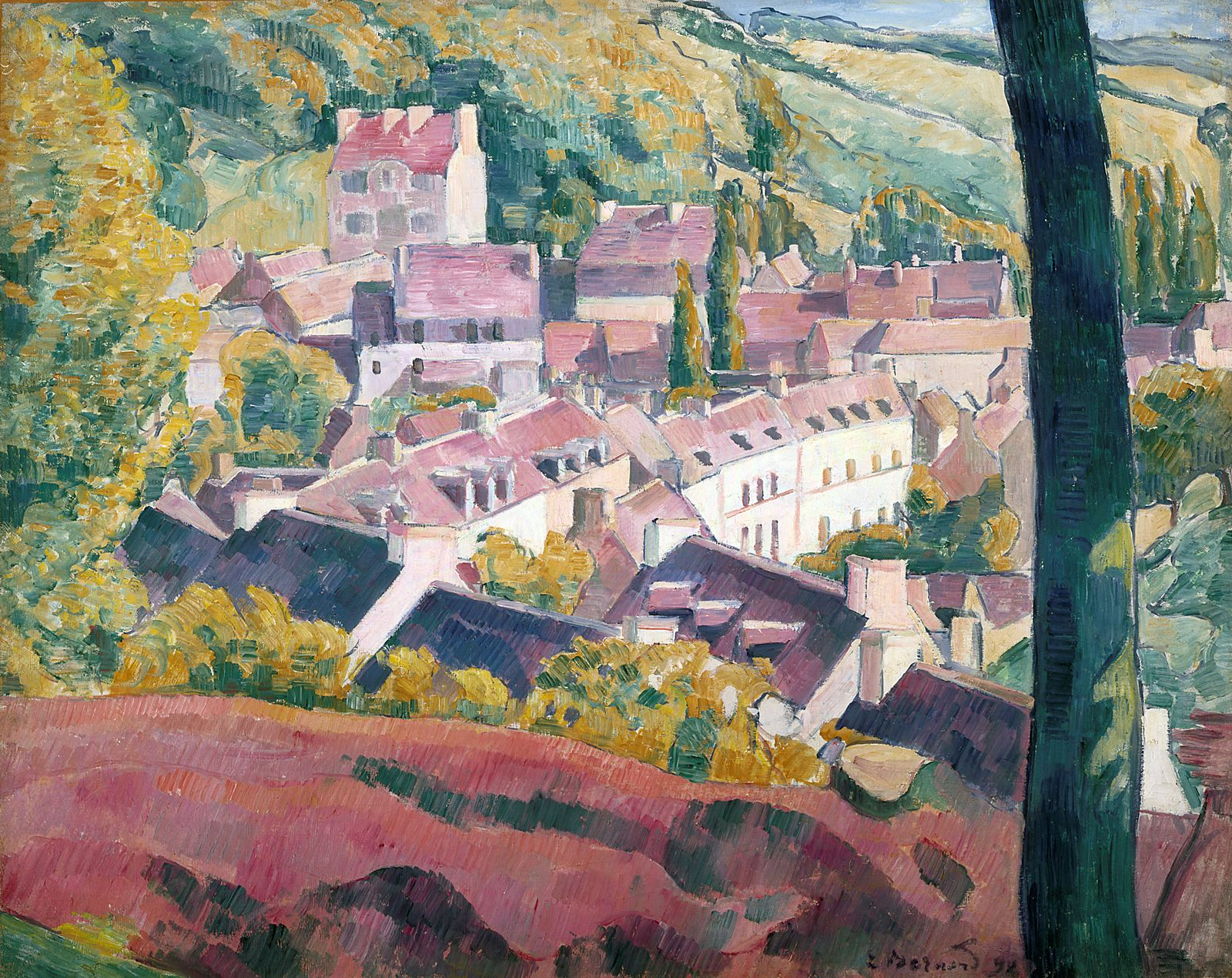
«Краєвид міста Пон-Авен з гори», 1892 р., Художній музей, Індіанаполіс, США

У 1887 р. разом з Анкетеном подорожує по Бретані. Зацікавлений японськими художніми виробами, намагається розділити кольорові площини на частини («Керамічний глечик та яблука», 1887, Париж, музей д'Орсе).
У 1887 р. Еміль Бернар познайомився з Ван Гогом під час перебування Вінсента в Парижі. Ван Гог був вражений творами Еміля. Після того, як Ван Гог виїхав в місто Арль, художники продовжували листуватися. У листах обидва часом обмінювалися малюнками. Таким чином, вони залишалися в курсі творчості один одного і могли обмінюватися ідеями. На час знайомства Бернар використовував техніку пуантилізму.
У ці роки приєднується до художньої групи Понт-Авен. У серпні 1888 р. зустрічається з Гогеном (Ван Гог дав йому лист-рекомендацію). Разом вони формують та розповсюджують принципи синтетизма. До того часу Бернар розробив багато теорій щодо художніх робіт Гогена. Гоген, у свою чергу, був вражений здатністю Еміля вербалізувати його ідеї.
Еміль Бернар та Поль Гоген є розробниками клуазонізму. Ця живописна система була створена у 1887 р. Назва «клуазонізм» нагадує про техніку вітража, де кольорові зони відокремлені одна від одної особливими перетинками з металу, котрі збігаються з контурами зображення. Революційність системи була у відмові від використання на полотні кольорових переходів та напівтонів, бо всі кольори розділялись звивистими контурними лініями. Техніка надавала зображенню граничну площинність та декоративність, а фігури сприймались як плоскі тіні, накладені на живописну поверхню.
Поль Гоген і Еміль Бернар також вважаються творцями і головними натхненниками синтетизму. Хоча ще у 1887 р. Бернар разом з Луї Анкетеном розробив «насичений фарбами та спрощений художній стиль», який потім назвали «синтетизмом», протиставляючи його французькому імпресіонізму та дівізіонізму.
Спираючись на основні принципи клуазонізму, вони сформулювали у своїх картинах характерні ознаки нової течії — символічність образів, заснованих на уяві і ностальгічних спогадах пам'яті, декоративне використання кольорових плям, спрощення форм і масштабність візерунка; намагалися поєднати в живописі ідеї про ритм і кольори з живими враженнями від природи.
Термін «синтетизм» вперше використали у назві Всесвітньої виставки робіт художників Понт-Авенської групи, яка проходила у 1889 р. у кав'ярні Вольпіні у Парижі. У «Виставці імпресіоністів та синтетистів» взяв участь і Бернар.
У серпні 1888 р. Бернар пише в реальний розмір портрет сестри Мадлен. Він подав її лежачою на полі села Понт-Авен. Тіло молодої жінки займає всю ширину полотна, яке розподілене на дві частини: дві третини простору займає пейзаж, а інше місце — фігура дівчини. Дві частини співіснують без єдності, незважаючи на паралелі між позою Мадлен і річкою, яка тече за деревами. Світло, мазки і кольори різні. Це була не реалістична сцена, але портрет з алегоричним підтекстом. У молоду Мадлен був закоханий Гоген. Стиль Бернарда був ефективним та послідовним. Це видно також, якщо порівняти написані ним автопортрети Гогена та Ван Гога.
Як гравер Бернар долучає Гогена до цинкографії («Бретонці», 1889 р.) і намагається відновити дух і техніку середньовічної ксилографії («Розп'яття», 1894 р.).

## Творча криза
У 1889 р. у творчості Бернара настає період сентиментально-релігійної кризи. Він коливається між впливами Сезанна та старими італійськими майстрами. Еміль звертається до предметів і сюжетів середньовічного мистецтва, до релігійної тематики, навіть до містицизму.
У 1891 р. розриває дружбу з Гогеном, який не визнавав, що ідея синтетизму належить Бернару. Вперше виставляється у «Салоні незалежних» і приєднується до символістської групи Оділона Редона і Фердинанда Ходлера. Образу на Гогена Еміль зберіг на все життя.

## Десятирічна подорож
У 1893 р. меценат Антуан де ля Рошфуко фінансує подорожі Еміля. Художник відвідує Іспанію, Італію, Грецію, Стамбул, Єрусалим. Протягом десяти років він живе в Єгипті, у Каїрі, та одружується тут. За цей час він лише раз на декілька місяців їде до Іспанії. Його стиль стає більш еклектичним, у ці роки він створює здебільшого релігійні та символічні полотна.

## Останні роки
У Париж Еміль Бернар повернувся у 1904 р., перед цим вісім місяців проживши у Венеції.
У 1904 р. знайомиться з Сезанном. Вони почали товаришувати. Сезанн надав Бернару перший поверх власної майстерні, щоб той міг працювати. Художники постійно розмовляють про мистецтво.
У Парижі в 1905 р. художник заснував та редагував журнал «La Renovation Esthetique», де видав своє листування з Ван Гогом, Гогеном та Редоном. Ці записи стали одним з головних джерел історії мистецтва кінця 19 століття. У цьому ж році бере участь в Загальнонаціональному Салоні, де виставляє своє велике полотно «Мойсей та жінки Мадіамські», яке схвально сприяли кола журналістів і критиків.
У 1933 р. Еміль безкоштовно намалював три фрески для Приходської церкви Сен-Мало-де-Філі. У 2011–2012 рр. їх заплановано реставрувати.
Майже до самої смерті Еміль Бернар багато подорожує. Частіш за все до Італії. У Венеції він пише свій «Людський цикл».
Він помер у своїй паризькій студії, де жив з 1926 р., у віці 72 років.
Бернар, будучи одним з видатних майстрів групи Порт-Авен, на початку своєї творчості схилявся до примітивізму. Наприкінці ж життя копіює полотна венеціанських майстрів — настільки широким виявився діапазон його художніх захоплень. Творчість Бернара дуже вплинула на роботи Пабло Пікассо в його «блакитний період».
Менш відомою є літературна творчість Бернара, яка включає п'єси, вірші, мистецтвознавчі заяви.

## Виставки
У 2001-2002 рр. у Художньому інституті в Чикаго та музеї Ван Гога в Амстердамі відбулась сумісна виставка Ван Гога та Гогена, де були виставлені і роботи Еміля Бернара.
Навесні 2009 р. у Музеї образотворчих мистецтв в Кемпері була виставка, яка включала 9 робіт Еміля Бернара, а з 21 травня по 17 липня 2010 р. в галереї Malingue у Парижі проходила виставка картин Еміля Бернара.

## Найвідоміші роботи
- Мадлен у лісі кохання, 1888. Приватна колекція
- Бретонки з парасольками, 1892 Музей д'Орсе
- Жовте дерево, 1888, Музей образотворчих мистецтв, Ренн
- Натюрморт з яблуками, 1884. Приватна колекція
- Портрет Луї Анкетена, 1932. Приватна колекція

## Малюнки Еміля Бернара

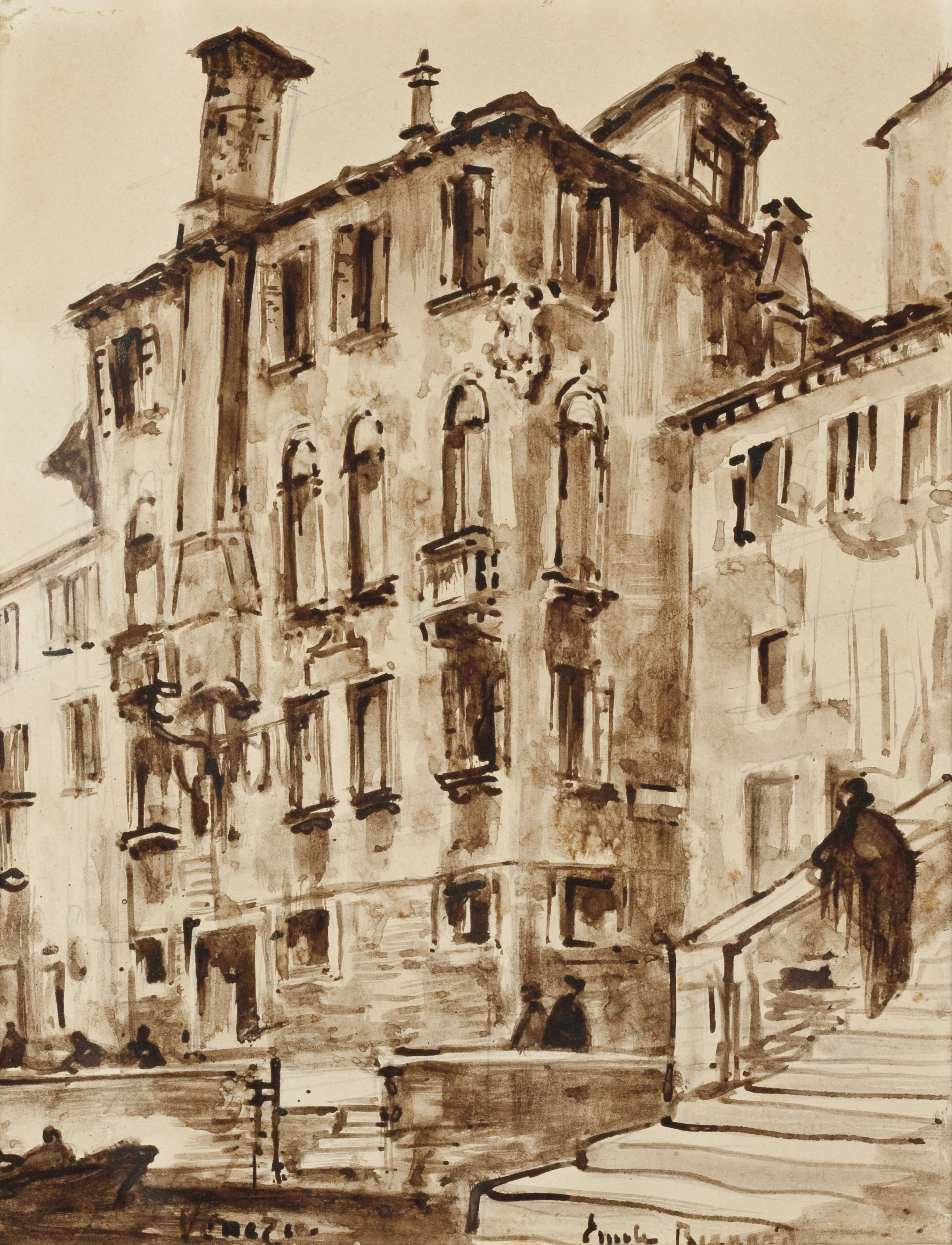
«Замальовка в Венеції», 1922 р.
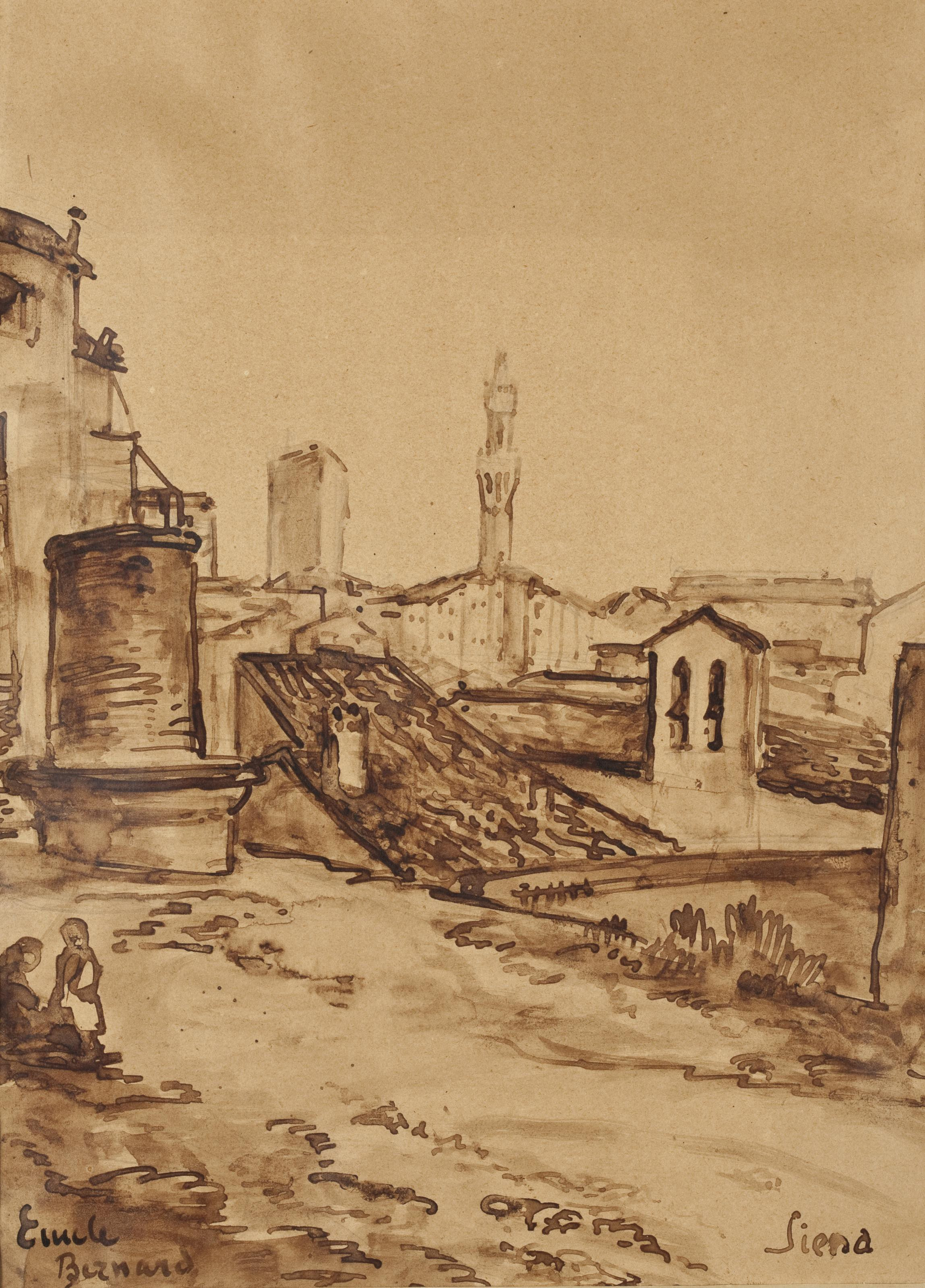
«Краєвид міста Сієна», Італія, 1922 р.
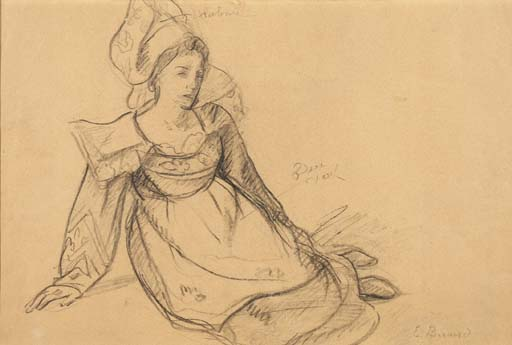
«Селянка бретонка», без датування
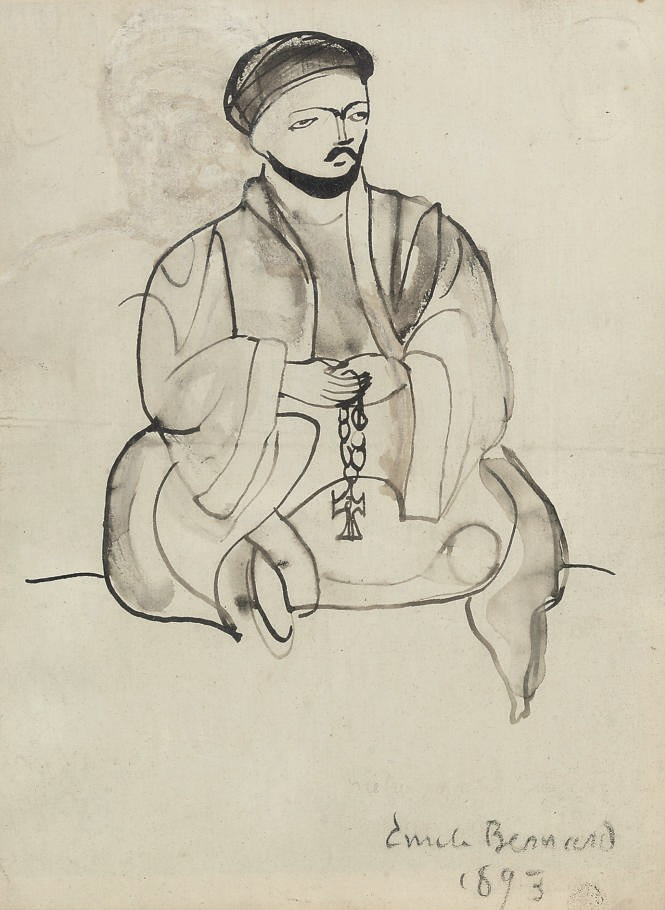
«Священик копт», Арабський Єгипет, 1893 р.
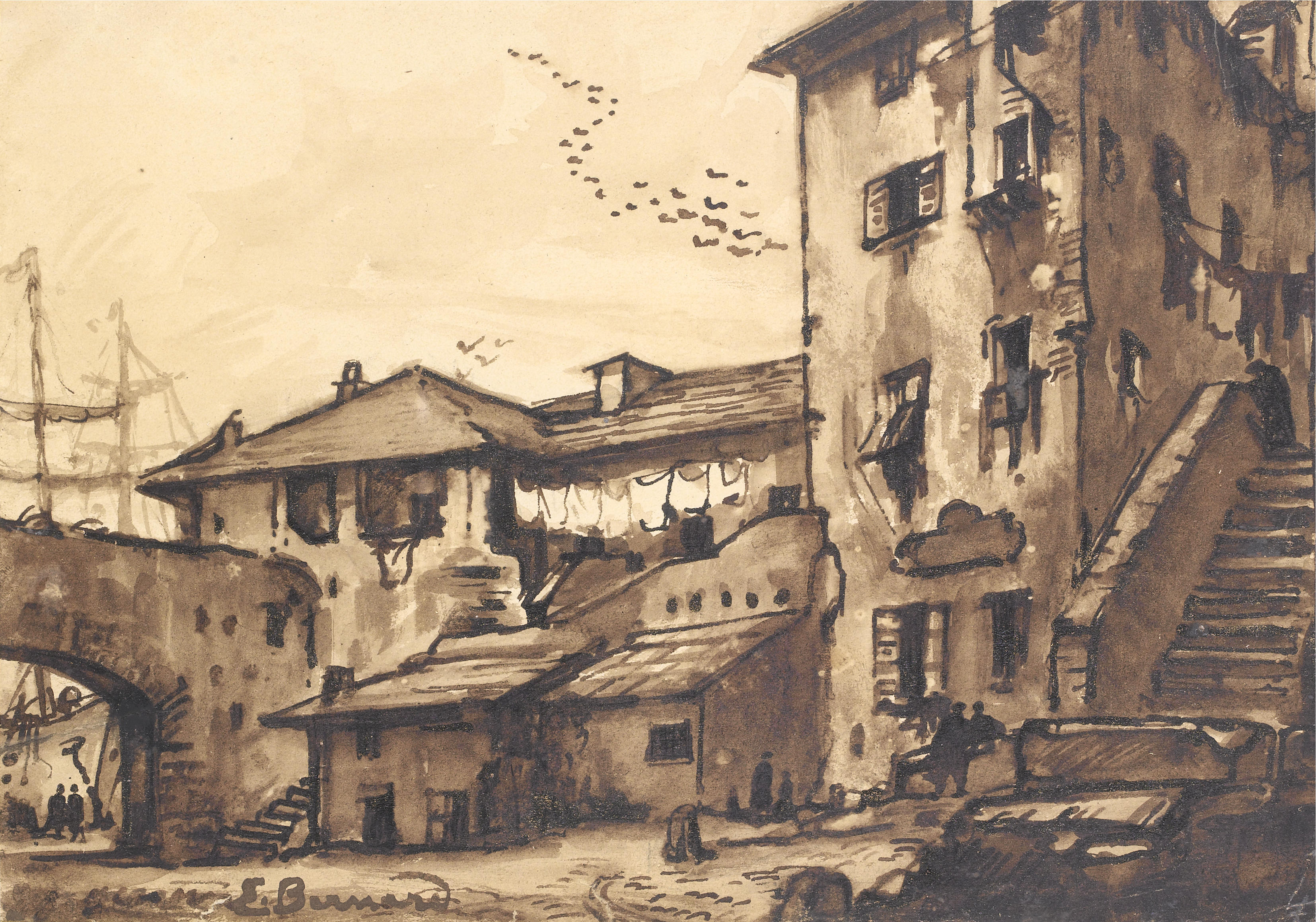
«Женева, споруди біля порту»

## Вибрані картини

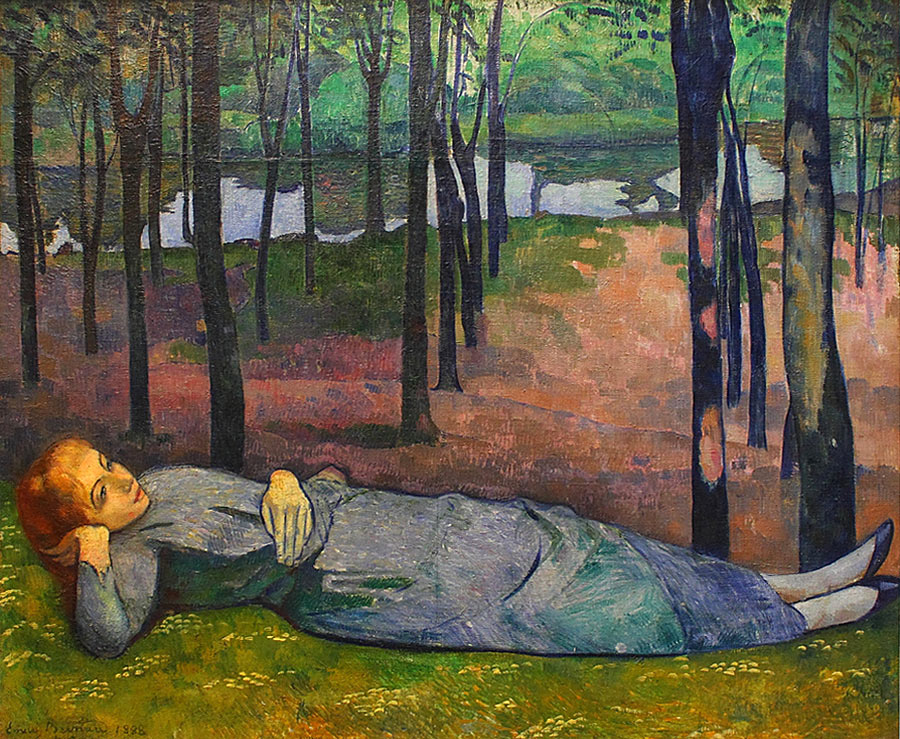
«Сестра Мадлен в пейзажі», 1888 р.
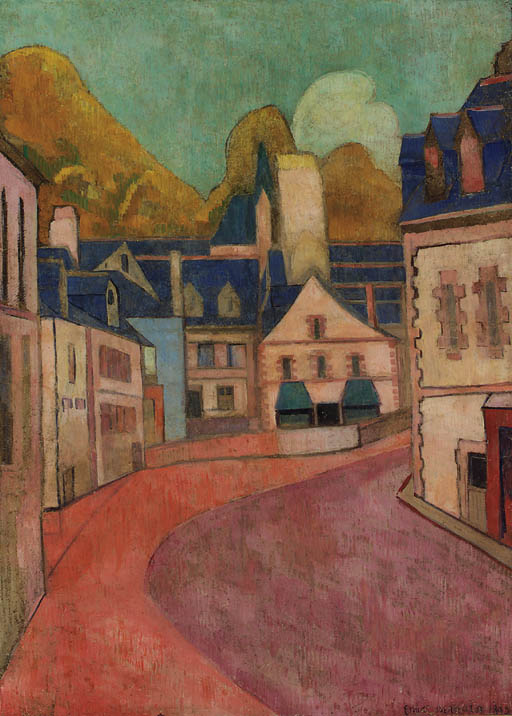
«Червона дорога в Пон-Авені», 1892 р.
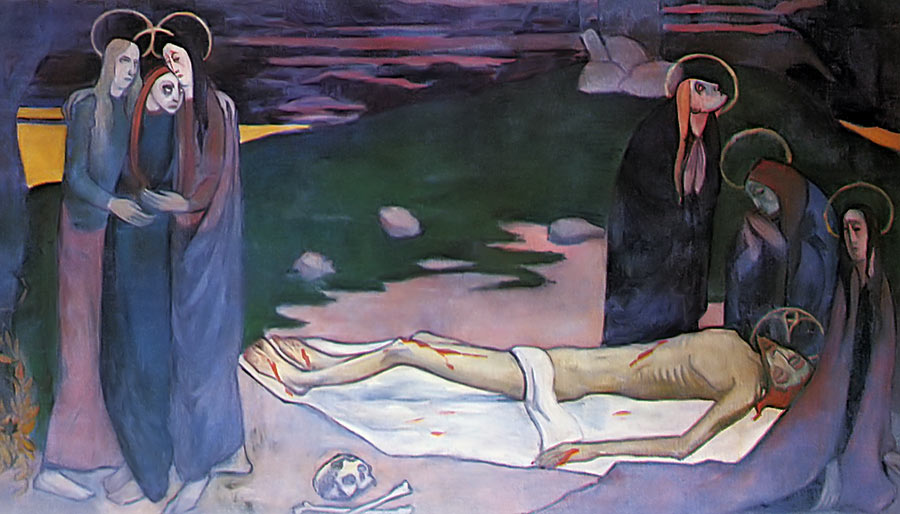
«Оплакування Христа», 1890 р.